# Jeeba
Jeeba ou Jeeba Abdn de son vrai nom Djibril Ba, né à Thiès, est un auteur-compositeur-interprète et chanteur sénégalais. Il développe une musique qu’il appelle "Jolofbeats" (rythmes sénégalais), de l’afro-trap brassant sonorités données par les tambours sabars, pop, RnB/Soul ou encore neo soul.

## Biographie
Jeeba, pseudonyme de Djibril Ba, grandit en écoutant des classiques de la musique sénégalaise, dont Baaba Maal et Youssou N'Dour qu’il apprécie. Plus tard, il commence à écrire ses premières chansons qu’il interprète lors des "Fosco", les bals de fin d’année au Sénégal. Il rejoint ensuite un groupe de rap galsen (afro-rap sénégalais) avant de se concentrer sur ses études universitaires. Par la suite, il décide de se lancer dans une carrière en solo en créant en 2017 le label Abadane Daiman, d’où lui vient son surnom Jeeba Abdn (initiales du label). La même année, il lance les singles Deukeul, So Bayiwoul et Ligueye, écrits et composés par ses soins et qui le font connaître du public national. La chanson So Bayiwoul, incluse dans la bande originale de Jixii Jaxaa, une série télévisuelle sénégalaise sur la polygamie, devient un gros hit national à l’été 2018.
Cette même année 2018, Jeeba sort Happy Birthday, un tube devenu incontournable dans les anniversaires au Sénégal. Mais il faudra attendre la sortie en septembre 2019 de Yitma pour que Jeeba s’installe réellement dans le paysage de la scène sénégalaise, avec une nomination dans la catégorie « Révélation musicale de l’année » aux Raaya Musique Awards (récompenses des artistes et musiciens sénégalais qui se sont Illustrés durant toute l’année avec leur single, album ou clip). Suivent dans la foulée les singles Diarabi et Décorée, puis Guuy (baobab) en 2021,,,.
Dans une interview accordée à Dakaractu, le chanteur rappelle que sa musique est à l'image d'une société en pleine mutation. Elle se veut plus proche de son sujet désignant ses aspirations plus profonde. À cet effet, il lui procure un sens nouveau qui s'identifie aux attentes de tous.
Le 16 décembre 2022, Jeeba sort son premier album Alajee voulant dire "À la Jeeba" contenant 13 titres.

## Discographie

### Singles
- 2017 : Deukeul
- 2017 : Ligueye
- 2017 : So Bayiwoul
- 2017 : Happy Birthday
- 2020 : Diarabi
- 2020 : Yitma
- 2020 : Décorée
- 2021 : GUUY
- 2021 : Freesenegal[10]
- 2022 : So Mané Waw
- 2022 : Lamou Saff
- 2023 : Champion
- 2023 : Alajee

### Apparitions
- 2020 : Punchef feat. Jeeba - Kima Beug
- 2021 : l Samba Peuzzi, Abiba, Amira, Jeeba, Jahman, BM Jaay, Dieyla, Obree, Daba, OMG, Kya - Amul Bayyi
- 2021 : Iss 814 feat. Jeeba - Xool Ma ci Bët[11]
- 2022 : Samba Peuzzi Feat. Jeeba - Soxna Si
- 2023 : Marioo (en) feat. Gaz Mawete & Jeeba - Mi Amor (Remix)

## Clips vidéo
- 23 novembre 2018 : Happy Birthday
- 4 avril 2019 : So Bayiwoul
- 14 février 2020 : Diarabi
- 20 novembre 2020 : Décorée
- 12 février 2021 : GUUY
- 10 mars 2021 : Freesenegal
- 8 mars 2022 : So Mané Waw
- 11 juin 2022 : Lamou Saff

## Nominations
| Année | Cérémonie des récompenses | Description(s) du prix         | Œuvre nommée                        | Résultats  | Ref.   |
| ----- | ------------------------- | ------------------------------ | ----------------------------------- | ---------- | ------ |
| 2019  | Raaya Musique Awards      | Révélation musicale de l’année | Lui-même                            | Nomination | [ 12 ] |
| 2021  | Raaya Musique Awards      | Featuring                      | Soxna Si (Samba Peuzzi feat. Jeeba) | Nomination | [ 13 ] |